# Strange Highways
Strange Highways —en español: Extrañas carreteras— es el sexto álbum en estudio de la banda de heavy metal Dio. Es también el primer álbum desde la reunión de Ronnie James Dio y Vinny Appice con Black Sabbath, y el primero en contar con la guitarra de Tracy G. 

## Lista de canciones
1. "Jesus, Mary, & the Holy Ghost" (Dio, G, Pilson) – 4:13
2. "Firehead" – 4:06
3. "Strange Highways" – 6:54
4. "Hollywood Black" (Dio, G, Appice) – 5:10
5. "Evilution" – 5:37
6. "Pain" (Dio, G) – 4:14
7. "One Foot in the Grave" – 4:01
8. "Give Her the Gun" (Dio, G, Pilson) – 5:58
9. "Blood from a Stone" – 4:14
10. "Here's to You" – 3:24
11. "Bring Down the Rain" – 5:45

## Personal
- Ronnie James Dio – Voz
- Tracy G – Guitarra
- Jeff Pilson – Bajo
- Vinny Appice – Batería